# Vieuvicq
Vieuvicq ist eine französische Gemeinde mit 445 Einwohnern (Stand: 1. Januar 2022) im Département Eure-et-Loir in der Region Centre-Val de Loire; sie gehört zum Arrondissement Châteaudun und ist Teil des Kantons Illiers-Combray (bis 2015: Kanton Brou). Die Einwohner werden Vieuvicquois genannt.

## Geographie
Vieuvicq liegt etwa 48 Kilometer südwestlich von Chartres und wird umgeben von den Nachbargemeinden Méréglise im Norden und Nordwesten, Illiers-Combray im Norden und Nordosten, Saint-Avit-les-Guespières im Osten, Dangeau im Südosten, Yèvres im Süden, Mottereau im Westen und Südwesten sowie Montigny-le-Chartif im Nordwesten.
Durch den Norden der Gemeinde verläuft die Autoroute A11.

## Bevölkerungsentwicklung
| Jahr                      | 1962 | 1968 | 1975 | 1982 | 1990 | 1999 | 2006 | 2012 |
| Einwohner                 | 418  | 378  | 354  | 371  | 359  | 399  | 440  | 464  |
| Quelle: Cassini und INSEE |      |      |      |      |      |      |      |      |

## Sehenswürdigkeiten
- Kirche Saint-Martin aus dem 17. Jahrhundert, seit 1911 Monument historique